# Старе Шадбегово
Старе Шадбе́гово (рос. Старое Шадбегово) — присілок в Ігринському районі Удмуртії, Росія.

## Населення
Населення — 15 осіб (2010; 13 в 2002).
Національний склад станом на 2002 рік:
- удмурти — 77 %

## Урбаноніми[3]
- вулиці — імені С. М. Широбокова